# Tony Richardson
Cecil Antonio "Tony" Richardson (5 tháng 6 năm 1928 – 14 tháng 11 năm 1991) là một đạo diễn và nhà sản xuất phim và sân khấu người Anh với sự nghiệp kéo dài trong năm thập kỷ. Vào năm 1964 ông giành giải giải Oscar cho Đạo diễn xuất sắc nhất của bộ phim Tom Jones.

## Cuộc sống cá nhân
Richardson được sinh ra ở Shipley, West Riding của Yorkshire vào năm 1928, là con của Elsie Evans (Campion) và Clarence Albert Richardson, một nhà hóa học.

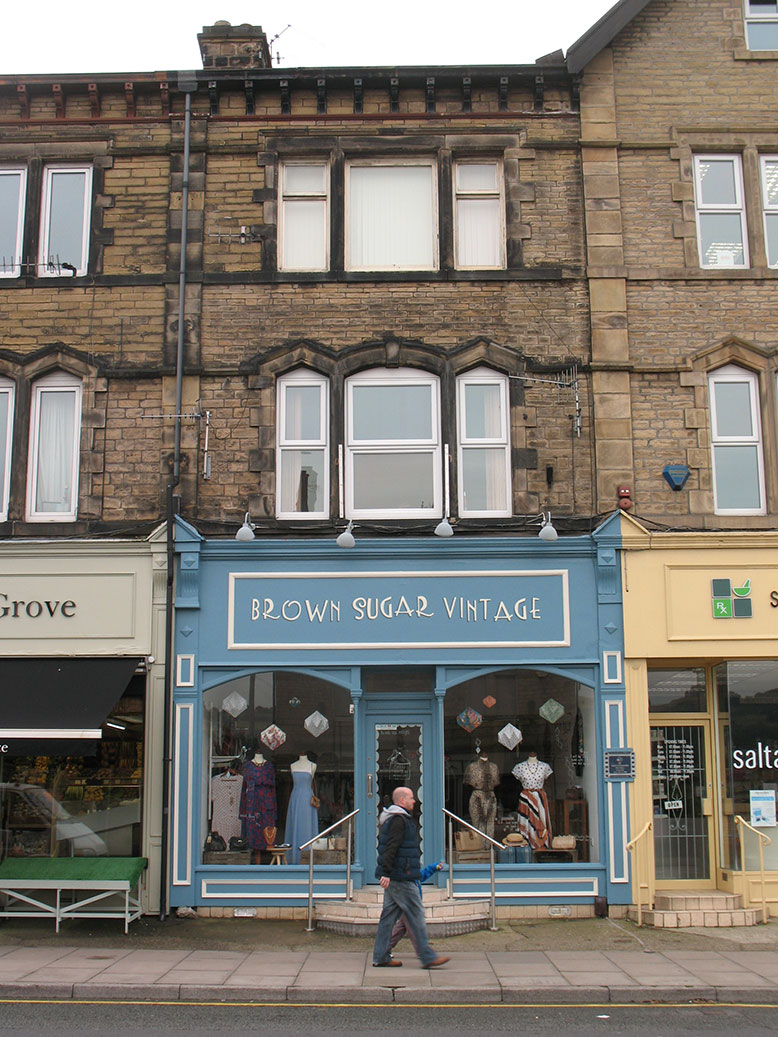
Oscar winning film maker Tony Richardson's house from 1928 to 1948, 28 Bingley Road, Saltaire, Shipley.

## Sự nghiệp điện ảnh (với vai trò đạo diễn)
- The Apollo of Bellac (TV) (1954)
- The Actor's End (TV) (1955)
- Momma Don't Allow (with Karel Reisz; 1955)
- Look Back in Anger (1959)
- The Entertainer (1960)
- A Subject of Scandal and Concern (1960)
- Sanctuary (1961)
- A Taste of Honey (1961)
- The Loneliness of the Long Distance Runner (1962)
- Tom Jones (1963)
- The Loved One (1965)
- Mademoiselle (1966)
- Red and Blue (1967)
- The Sailor from Gibraltar (1967)
- The Charge of the Light Brigade (1968)
- Laughter in the Dark (1969)
- Hamlet (1969)
- Ned Kelly (1970)
- A Delicate Balance (1973)
- Dead Cert (1974)
- Mahogany (uncredited; replaced by Berry Gordy 1975)
- Joseph Andrews (1977)
- A Death in Canaan (1978)
- The Border (1982)
- The Hotel New Hampshire (1984)
- Penalty Phase (TV) (1986)
- Beryl Markham: A Shadow on the Sun (1988)
- Hills Like White Elephants (TV) (1990)
- Women and Men: Stories of Seduction (with Frederic Raphael và Ken Russell; 1990)
- The Phantom of the Opera (TV) (1990)
- Blue Sky (1994)

## Sân khấu
| Năm  | Vở kịch                   | Nhà hát                      | Thành phố         |
| ---- | ------------------------- | ---------------------------- | ----------------- |
| 1954 | The Changeling            | Wyndham's                    | Luân Đôn          |
| 1955 | The Country Wife          | Th. Royal, Stratford E       | Luân Đôn          |
| 1955 | Mr Kettle & Mrs Moon      | Duchess                      | Luân Đôn          |
| 1956 | The Mulberry Bush         | Royal Court                  | Luân Đôn          |
| 1956 | The Crucible              | Royal Court                  | Luân Đôn          |
| 1956 | Look Back in Anger        | Royal Court                  | Luân Đôn          |
| 1956 | Cards of Identity         | Royal Court                  | Luân Đôn          |
| 1957 | Look Back in Anger        | John Golden, Lyceum          | New York          |
| 1957 | Look Back in Anger        |                              | Moskva            |
| 1957 | The Member of the Wedding | Royal Court                  | Luân Đôn          |
| 1957 | The Entertainer           | Royal Court                  | Luân Đôn          |
| 1957 | The Apollo of Bellac      | Royal Court                  | Luân Đôn          |
| 1957 | The Chairs                | Royal Court                  | Luân Đôn          |
| 1957 | The Entertainer           | Palace                       | Luân Đôn          |
| 1957 | The Making of Moo         | Royal Court                  | Luân Đôn          |
| 1957 | Requiem for a Nun         | Royal Court                  | Luân Đôn          |
| 1958 | The Entertainer           | Royale                       | New York          |
| 1958 | The Chairs & The Lesson   | Phoenix                      | New York          |
| 1958 | Flesh to a Tiger          | Royal Court                  | Luân Đôn          |
| 1958 | Pericles                  | SMT                          | Stratford-on-Avon |
| 1959 | Othello                   | SMT                          | Stratford-on-Avon |
| 1959 | Orpheus Descending        | Royal Court                  | Luân Đôn          |
| 1959 | Look After Lulu!          | Royal Court                  | Luân Đôn          |
| 1959 | Look After Lulu!          | New                          | Luân Đôn          |
| 1960 | A Taste of Honey          |                              | Los Angeles       |
| 1960 | A Taste of Honey          | Booth, Lyceum                | New York          |
| 1961 | The Changeling            | Royal Court                  | Luân Đôn          |
| 1961 | Luther                    | Royal Court                  | Luân Đôn          |
| 1961 | Luther                    | Phoenix                      | Luân Đôn          |
| 1962 | A Midsummer Night's Dream | Royal Court                  | Luân Đôn          |
| 1962 | Semi-Detached             | Saville                      | Luân Đôn          |
| 1963 | Natural Affection         | Booth                        | New York          |
| 1963 | Luther                    | Lunt-Fontanne, St. James     | New York          |
| 1963 | Semi-Detached             | Music Box                    | New York          |
| 1963 | Arturo Ui                 | Lunt-Fontanne                | New York          |
| 1964 | The Milk Train...         | Brooks Atkinson              | New York          |
| 1964 | The Seagull               | Queen's                      | Luân Đôn          |
| 1964 | St Joan of the Stockyards | Queen's                      | Luân Đôn          |
| 1969 | Hamlet                    | Roundhouse                   | Luân Đôn          |
| 1969 | Hamlet                    | Lunt-Fontanne                | New York          |
| 1972 | The Threepenny Opera      | Prince of Wales              | Luân Đôn          |
| 1972 | I, Claudius               | Queen's                      | Luân Đôn          |
| 1973 | Anthony and Cleopatra     | Bankside Globe Playhouse     | Luân Đôn          |
| 1976 | The Lady from the Sea     | Circle in the Square Theatre | New York          |
| 1979 | As You Like It            | Center Theatre               | Long Beach        |
| 1983 | Toyer                     | Kennedy Center               | Washington        |
| 1984 | Dreamhouse                | L.A. Stage Co.               | Hollywood         |